# Camera Link
 (mars 2023).
Camera Link est un protocole de communication série conçu [Quand ?] pour des applications de vision par ordinateur et basée sur l'interface Channel Link de National Semiconductor. La normalisation des systèmes vidéo scientifiques et industriels, tels que caméras, câbles, cartes d'acquisition …, ont motivé la création de ce protocole.
La norme est maintenue et gérée par l'Automated Imaging Association (AIA).